# Reprezentacja Łotwy w piłce ręcznej mężczyzn
Reprezentacja Łotwy w piłce ręcznej mężczyzn – narodowy zespół piłkarzy ręcznych Łotwy. Reprezentuje swój kraj w rozgrywkach międzynarodowych.

## Turnieje

### Udział wmistrzostwach Europy
| Rok  | Kwalifikacje            | Wynik                   | Źródło |
| ---- | ----------------------- | ----------------------- | ------ |
| 1994 | Nie zakwalifikowała się | Nie zakwalifikowała się |        |
| 1996 | Nie zakwalifikowała się | Nie zakwalifikowała się |        |
| 1998 | Nie zakwalifikowała się | Nie zakwalifikowała się |        |
| 2000 | Nie zakwalifikowała się | Nie zakwalifikowała się |        |
| 2002 | Nie zakwalifikowała się | Nie zakwalifikowała się |        |
| 2004 | Nie zakwalifikowała się | Nie zakwalifikowała się |        |
| 2006 | Nie zakwalifikowała się | Nie zakwalifikowała się |        |
| 2008 | Nie zakwalifikowała się | Nie zakwalifikowała się |        |
| 2010 | Nie zakwalifikowała się | Nie zakwalifikowała się |        |
| 2012 | Nie zakwalifikowała się | Nie zakwalifikowała się |        |
| 2014 | Nie zakwalifikowała się | Nie zakwalifikowała się |        |
| 2016 | Nie zakwalifikowała się | Nie zakwalifikowała się |        |
| 2018 | Nie zakwalifikowała się | Nie zakwalifikowała się |        |
| 2020 | Awans                   | 24.                     |        |
| 2022 | Nie zakwalifikowała się | Nie zakwalifikowała się |        |
| 2024 |                         |                         |        |